# ATP Tour 2023
ATP Tour 2023 là mùa giải quần vợt dành cho các tay vợt nam chuyên nghiệp trên toàn thế giới, được tổ chức bởi ATP trong năm 2023. Lịch thi đấu ATP Tour 2023 bao gồm: 04 giải Grand Slam (được ITF giám sát), ATP Finals, 09 giải ATP Tour Masters 1000, United Cup, 13 giải ATP Tour 500, 38 giải ATP Tour 250. Ngoài ra, năm 2023 còn có các giải đấu khác như Davis Cup (ITF tổ chức), Next Generation ATP Finals, Laver Cup, Hopman Cup (ITF phê chuẩn); các giải đấu này không được tính điểm vào Bảng xếp hạng ATP. Năm 2023 đánh dấu sự trở lại của các giải ATP tại Trung Quốc sau các quy trình nghiêm ngặt về COVID-19 tại quốc gia này.

## Lịch thi đấu
Sau đây là lịch thi đấu của các giải trong năm 2023.
| Grand Slam       |
| ATP Finals       |
| ATP Masters 1000 |
| ATP 500          |
| ATP 250          |
| Giải đồng đội    |

### Tháng 1
| Tuần                  | Giải đấu                                                   | Địa điểm                  | Vô địch                           | Tỷ số                    | Á quân                              |
| --------------------- | ---------------------------------------------------------- | ------------------------- | --------------------------------- | ------------------------ | ----------------------------------- |
| 2 tháng 1             | United Cup                                                 | Brisbane/Perth/Sydney, Úc | Hoa Kỳ ·                          | 4–0                      | Ý                                   |
| 2 tháng 1             | Adelaide International 1 (ATP 250)                         | Adelaide, Úc              | Novak Djokovic                    | 6–7(8–10), 7–6(7–3), 6–4 | Sebastian Korda                     |
| 2 tháng 1             | Adelaide International 1 (ATP 250)                         | Adelaide, Úc              | Lloyd Glasspool Harri Heliövaara  | 6–3, 7–6(7–3)            | Jamie Murray Michael Venus          |
| 2 tháng 1             | Maharashtra Open (ATP 250)                                 | Pune, Ấn Độ               | Tallon Griekspoor                 | 4–6, 7–5, 6–3            | Benjamin Bonzi                      |
| 2 tháng 1             | Maharashtra Open (ATP 250)                                 | Pune, Ấn Độ               | Sander Gillé Joran Vliegen        | 6–4, 6–4                 | Sriram Balaji Jeevan Nedunchezhiyan |
| 9 tháng 1             | Adelaide International 2 (ATP 250)                         | Adelaide, Úc              | Kwon Soon-woo                     | 6–4, 3–6, 7–6(7–4)       | Roberto Bautista Agut               |
| 9 tháng 1             | Adelaide International 2 (ATP 250)                         | Adelaide, Úc              | Marcelo Arévalo Jean-Julien Rojer | Bỏ cuộc                  | Ivan Dodig Austin Krajicek          |
| 9 tháng 1             | Auckland Open (ATP 250)                                    | Auckland, New Zealand     | Richard Gasquet                   | 4–6, 6–4, 6–4            | Cameron Norrie                      |
| 9 tháng 1             | Auckland Open (ATP 250)                                    | Auckland, New Zealand     | Nikola Mektić Mate Pavić          | 6–4, 6–7(5–7), [10–6]    | Nathaniel Lammons Jackson Withrow   |
| 16 tháng 1 23 tháng 1 | Australian Open (Grand Slam)                               | Melbourne, Úc             | Novak Djokovic                    | 6–3, 7–6(7–4), 7–6(7–5)  | Stefanos Tsitsipas                  |
| 16 tháng 1 23 tháng 1 | Australian Open (Grand Slam)                               | Melbourne, Úc             | Rinky Hijikata Jason Kubler       | 6–4, 7–6(7–4)            | Hugo Nys Jan Zieliński              |
| 16 tháng 1 23 tháng 1 | Australian Open (Grand Slam)                               | Melbourne, Úc             | Luisa Stefani Rafael Matos        | 7–6(7–2), 6–2            | Sania Mirza Rohan Bopanna           |
| 30 tháng 1            | Vòng loại Davis Cup (đội thắng giành quyền vào vòng trong) | Rijeka, Croatia           | Croatia ·                         | 3–1                      | Áo                                  |
| 30 tháng 1            | Vòng loại Davis Cup (đội thắng giành quyền vào vòng trong) | Tatabánya, Hungary        | Pháp                              | 3–2                      | Hungary                             |
| 30 tháng 1            | Vòng loại Davis Cup (đội thắng giành quyền vào vòng trong) | Tashkent, Uzbekistan      | Hoa Kỳ                            | 4–0                      | Uzbekistan                          |
| 30 tháng 1            | Vòng loại Davis Cup (đội thắng giành quyền vào vòng trong) | Trier, Đức                | Thụy Sĩ                           | 3–2                      | Đức                                 |
| 30 tháng 1            | Vòng loại Davis Cup (đội thắng giành quyền vào vòng trong) | Cota, Colombia            | Anh Quốc                          | 3–1                      | Colombia                            |
| 30 tháng 1            | Vòng loại Davis Cup (đội thắng giành quyền vào vòng trong) | Oslo, Na Uy               | Serbia                            | 4–0                      | Na Uy                               |
| 30 tháng 1            | Vòng loại Davis Cup (đội thắng giành quyền vào vòng trong) | La Serena, Chile          | Chile                             | 3–1                      | Kazakhstan                          |
| 30 tháng 1            | Vòng loại Davis Cup (đội thắng giành quyền vào vòng trong) | Seoul, Hàn Quốc           | Hàn Quốc                          | 3–2                      | Bỉ                                  |
| 30 tháng 1            | Vòng loại Davis Cup (đội thắng giành quyền vào vòng trong) | Stockholm, Thụy Điển      | Thụy Điển                         | 3–1                      | Bosna và Hercegovina                |
| 30 tháng 1            | Vòng loại Davis Cup (đội thắng giành quyền vào vòng trong) | Groningen, Hà Lan         | Hà Lan                            | 4–0                      | Slovakia                            |
| 30 tháng 1            | Vòng loại Davis Cup (đội thắng giành quyền vào vòng trong) | Espoo, Phần Lan           | Phần Lan                          | 3–1                      | Argentina                           |
| 30 tháng 1            | Vòng loại Davis Cup (đội thắng giành quyền vào vòng trong) | Maia, Bồ Đào Nha          | Cộng hòa Séc                      | 3–1                      | Bồ Đào Nha                          |

### Tháng 2
| Tuần       | Giải đấu                             | Địa điểm                 | Vô địch                                  | Tỷ số                          | Á quân                                     |
| ---------- | ------------------------------------ | ------------------------ | ---------------------------------------- | ------------------------------ | ------------------------------------------ |
| 6 tháng 2  | Córdoba Open (ATP 250)               | Córdoba, Argentina       | Sebastián Báez                           | 6–1, 3–6, 6–3                  | Federico Coria                             |
| 6 tháng 2  | Córdoba Open (ATP 250)               | Córdoba, Argentina       | Máximo González Andrés Molteni           | 6–4, 6–4                       | Sadio Doumbia Fabien Reboul                |
| 6 tháng 2  | Open Sud de France (ATP 250)         | Montpellier, Pháp        | Jannik Sinner                            | 7–6(7–3), 6–3                  | Maxime Cressy                              |
| 6 tháng 2  | Open Sud de France (ATP 250)         | Montpellier, Pháp        | Robin Haase Matwé Middelkoop             | 7–6(7–4), 4–6, [10–6]          | Maxime Cressy Albano Olivetti              |
| 6 tháng 2  | Dallas Open (ATP 250)                | Dallas, Hoa Kỳ           | Wu Yibing                                | 6–7(4–7), 7–6(7–3), 7–6(14–12) | John Isner                                 |
| 6 tháng 2  | Dallas Open (ATP 250)                | Dallas, Hoa Kỳ           | Jamie Murray Michael Venus               | 1–6, 7–6(7–4), [10–7]          | Nathaniel Lammons Jackson Withrow          |
| 13 tháng 2 | Rotterdam Open (ATP 500)             | Rotterdam, Hà Lan        | Daniil Medvedev                          | 5–7, 6–2, 6–2                  | Jannik Sinner                              |
| 13 tháng 2 | Rotterdam Open (ATP 500)             | Rotterdam, Hà Lan        | Ivan Dodig Austin Krajicek               | 7–6(7–5), 2–6, [12–10]         | Rohan Bopanna Matthew Ebden                |
| 13 tháng 2 | Argentina Open (ATP 250)             | Buenos Aires, Argentina  | Carlos Alcaraz                           | 6–3, 7–5                       | Cameron Norrie                             |
| 13 tháng 2 | Argentina Open (ATP 250)             | Buenos Aires, Argentina  | Simone Bolelli Fabio Fognini             | 6–2, 6–4                       | Nicolás Barrientos Ariel Behar             |
| 13 tháng 2 | Delray Beach Open (ATP 250)          | Delray Beach, Hoa Kỳ     | Taylor Fritz                             | 6–0, 5–7, 6–2                  | Miomir Kecmanović                          |
| 13 tháng 2 | Delray Beach Open (ATP 250)          | Delray Beach, Hoa Kỳ     | Marcelo Arévalo Jean-Julien Rojer        | 6–3, 6–4                       | Rinky Hijikata Reese Stalder               |
| 20 tháng 2 | Rio Open (ATP 500)                   | Rio de Janeiro, Brazil   | Cameron Norrie                           | 5–7, 6–4, 7–5                  | Carlos Alcaraz                             |
| 20 tháng 2 | Rio Open (ATP 500)                   | Rio de Janeiro, Brazil   | Máximo González Andrés Molteni           | 6–1, 7–6(7–3)                  | Juan Sebastián Cabal Marcelo Melo          |
| 20 tháng 2 | Open 13 (ATP 250)                    | Marseille, Pháp          | Hubert Hurkacz                           | 6–3, 7–6(7–4)                  | Benjamin Bonzi                             |
| 20 tháng 2 | Open 13 (ATP 250)                    | Marseille, Pháp          | Santiago González Édouard Roger-Vasselin | 4–6, 7–6(7–4), [10–7]          | Nicolas Mahut Fabrice Martin               |
| 20 tháng 2 | Qatar Open (ATP 250)                 | Doha, Qatar              | Daniil Medvedev                          | 6–4, 6–4                       | Andy Murray                                |
| 20 tháng 2 | Qatar Open (ATP 250)                 | Doha, Qatar              | Rohan Bopanna Matthew Ebden              | 6–7(5–7), 6–4, [10–6]          | Constant Lestienne Botic van de Zandschulp |
| 27 tháng 2 | Mexican Open (ATP 500)               | Acapulco, Mexico         | Alex de Minaur                           | 3–6, 6–4, 6–1                  | Tommy Paul                                 |
| 27 tháng 2 | Mexican Open (ATP 500)               | Acapulco, Mexico         | Alexander Erler Lucas Miedler            | 7–6(11–9), 7–6(7–3)            | Nathaniel Lammons Jackson Withrow          |
| 27 tháng 2 | Dubai Tennis Championships (ATP 500) | Dubai, UAE               | Daniil Medvedev                          | 6–2, 6–2                       | Andrey Rublev                              |
| 27 tháng 2 | Dubai Tennis Championships (ATP 500) | Dubai, UAE               | Maxime Cressy Fabrice Martin             | 7–6(7–2), 6–4                  | Lloyd Glasspool Harri Heliövaara           |
| 27 tháng 2 | Chile Open (ATP 250)                 | Santiago de Chile, Chile | Nicolás Jarry                            | 6–7(5–7), 7–6(7–5), 6–2        | Tomás Martín Etcheverry                    |
| 27 tháng 2 | Chile Open (ATP 250)                 | Santiago de Chile, Chile | Andrea Pellegrino Andrea Vavassori       | 6–4, 3–6, [12–10]              | Thiago Seyboth Wild Matías Soto            |

### Tháng 3
Tháng này chỉ có 02 giải đấu diễn ra và đều trên mặt sân cứng.
| Tuần                  | Giải đấu                             | Địa điểm              | Vô địch                                  | Tỷ số            | Á quân                        |
| --------------------- | ------------------------------------ | --------------------- | ---------------------------------------- | ---------------- | ----------------------------- |
| 6 tháng 3 13 tháng 3  | Indian Wells Open (ATP Masters 1000) | Indian Wells, Hoa Kỳ  | Carlos Alcaraz                           | 6–3, 6–2         | Daniil Medvedev               |
| 6 tháng 3 13 tháng 3  | Indian Wells Open (ATP Masters 1000) | Indian Wells, Hoa Kỳ  | Rohan Bopanna Matthew Ebden              | 6–3, 2–6, [10–8] | Wesley Koolhof Neal Skupski   |
| 20 tháng 3 27 tháng 3 | Miami Open (ATP Masters 1000)        | Miami Gardens, Hoa Kỳ | Daniil Medvedev                          | 7–5, 6–3         | Jannik Sinner                 |
| 20 tháng 3 27 tháng 3 | Miami Open (ATP Masters 1000)        | Miami Gardens, Hoa Kỳ | Santiago González Édouard Roger-Vasselin | 7–6(7–4), 7–5    | Austin Krajicek Nicolas Mahut |

### Tháng 4
Bước vào mùa sân đất nện trong tháng 4 và tháng 5, các giải đấu đều diễn ra trên mặt sân này.
| Tuần                 | Giải đấu                                              | Địa điểm                          | Vô địch                            | Tỷ số                  | Á quân                                |
| -------------------- | ----------------------------------------------------- | --------------------------------- | ---------------------------------- | ---------------------- | ------------------------------------- |
| 3 tháng 4            | U.S. Men's Clay Court Championships (ATP 250)         | Houston, Hoa Kỳ                   | Frances Tiafoe                     | 7–6(7–1), 7–6(8–6)     | Tomás Martín Etcheverry               |
| 3 tháng 4            | U.S. Men's Clay Court Championships (ATP 250)         | Houston, Hoa Kỳ                   | Max Purcell Jordan Thompson        | 4–6, 6–4, [10–5]       | Julian Cash Henry Patten              |
| 3 tháng 4            | Grand Prix Hassan II (ATP 250)                        | Marrakesh, Morocco                | Roberto Carballés Baena            | 4–6, 7–6(7–3), 6–2     | Alexandre Müller                      |
| 3 tháng 4            | Grand Prix Hassan II (ATP 250)                        | Marrakesh, Morocco                | Marcelo Demoliner Andrea Vavassori | 6–4, 3–6, [12–10]      | Alexander Erler Lucas Miedler         |
| 3 tháng 4            | Estoril Open (ATP 250)                                | Cascais, Bồ Đào Nha               | Casper Ruud                        | 6–2, 7–6(7–3)          | Miomir Kecmanović                     |
| 3 tháng 4            | Estoril Open (ATP 250)                                | Cascais, Bồ Đào Nha               | Sander Gillé Joran Vliegen         | 6–3, 6–4               | Nikola Ćaćić Miomir Kecmanović        |
| 10 tháng 4           | Monte-Carlo Masters (ATP Masters 1000)                | Roquebrune-Cap-Martin, Pháp       | Andrey Rublev                      | 5–7, 6–2, 7–5          | Holger Rune                           |
| 10 tháng 4           | Monte-Carlo Masters (ATP Masters 1000)                | Roquebrune-Cap-Martin, Pháp       | Ivan Dodig Austin Krajicek         | 6–0, 4–6, [14–12]      | Romain Arneodo Sam Weissborn          |
| 17 tháng 4           | Barcelona Open (ATP 500                               | Barcelona, Tây Ban Nha            | Carlos Alcaraz                     | 6–3, 6–4               | Stefanos Tsitsipas                    |
| 17 tháng 4           | Barcelona Open (ATP 500                               | Barcelona, Tây Ban Nha            | Máximo González Andrés Molteni     | 6–3, 6–7(8–10), [10–4] | Wesley Koolhof Neal Skupski           |
| 17 tháng 4           | Bavarian International Tennis Championships (ATP 250) | Munich, Đức                       | Holger Rune                        | 6–4, 1–6, 7–6(7–3)     | Botic van de Zandschulp               |
| 17 tháng 4           | Bavarian International Tennis Championships (ATP 250) | Munich, Đức                       | Alexander Erler Lucas Miedler      | 6–3, 6–4               | Kevin Krawietz Tim Pütz               |
| 17 tháng 4           | Srpska Open (ATP 250)                                 | Banja Luka, Bosnia và Herzegovina | Dušan Lajović                      | 6–3, 4–6, 6–4          | Andrey Rublev                         |
| 17 tháng 4           | Srpska Open (ATP 250)                                 | Banja Luka, Bosnia và Herzegovina | Jamie Murray Michael Venus         | 7–5, 6–2               | Francisco Cabral Aleksandr Nedovyesov |
| 24 tháng 4 1 tháng 5 | Madrid Open (ATP Masters 1000)                        | Madrid, Tây Ban Nha               | Carlos Alcaraz                     | 6–4, 3–6, 6–3          | Jan-Lennard Struff                    |
| 24 tháng 4 1 tháng 5 | Madrid Open (ATP Masters 1000)                        | Madrid, Tây Ban Nha               | Karen Khachanov · Andrey Rublev    | 6–3, 3–6, [10–3]       | Rohan Bopanna Matthew Ebden           |

### Tháng 5
Bước vào mùa sân đất nện trong tháng 4 và tháng 5, các giải đấu đều diễn ra trên mặt sân này.
| Tuần                 | Giải đấu                        | Địa điểm        | Vô địch                    | Tỷ số              | Á quân                              |
| -------------------- | ------------------------------- | --------------- | -------------------------- | ------------------ | ----------------------------------- |
| 8 tháng 5 15 tháng 5 | Italian Open (ATP Masters 1000) | Rome, Ý         | Daniil Medvedev            | 7–5, 7–5           | Holger Rune                         |
| 8 tháng 5 15 tháng 5 | Italian Open (ATP Masters 1000) | Rome, Ý         | Hugo Nys Jan Zieliński     | 7–5, 6–1           | Robin Haase Botic van de Zandschulp |
| 22 tháng 5           | Geneva Open (ATP 250)           | Geneva, Thụy Sĩ | Nicolás Jarry              | 7–6(7–1), 6–1      | Grigor Dimitrov                     |
| 22 tháng 5           | Geneva Open (ATP 250)           | Geneva, Thụy Sĩ | Jamie Murray Michael Venus | 7–6(8–6), 7–6(7–3) | Marcel Granollers Horacio Zeballos  |
| 22 tháng 5           | Lyon Open (ATP 250)             | Lyon, Pháp      | Arthur Fils                | 6–3, 7–5           | Francisco Cerúndolo                 |
| 22 tháng 5           | Lyon Open (ATP 250)             | Lyon, Pháp      | Rajeev Ram Joe Salisbury   | 6–0, 6–3           | Nicolas Mahut Matwé Middelkoop      |
| 29 tháng 5 5 tháng 6 | Roland Garros (Grand Slam)      | Paris, Pháp     | Novak Djokovic             | 7–6(7–1), 6–3, 7–5 | Casper Ruud                         |
| 29 tháng 5 5 tháng 6 | Roland Garros (Grand Slam)      | Paris, Pháp     | Ivan Dodig Austin Krajicek | 6–3, 6–1           | Sander Gillé Joran Vliegen          |
| 29 tháng 5 5 tháng 6 | Roland Garros (Grand Slam)      | Paris, Pháp     | Miyu Kato Tim Pütz         | 4–6, 6–4, [10–6]   | Bianca Andreescu Michael Venus      |

### Tháng 6
Tất cả giải đấu đều diễn ra trên sân cỏ.
| Tuần       | Giải đấu                                     | Địa điểm                             | Vô địch                     | Tỷ số                    | Á quân                               |
| ---------- | -------------------------------------------- | ------------------------------------ | --------------------------- | ------------------------ | ------------------------------------ |
| 12 tháng 6 | Stuttgart Open (ATP 250)                     | Stuttgart, Đức                       | Frances Tiafoe              | 4–6, 7–6(7–1), 7–6(10–8) | Jan-Lennard Struff                   |
| 12 tháng 6 | Stuttgart Open (ATP 250)                     | Stuttgart, Đức                       | Nikola Mektić Mate Pavić    | 7–6(7–2), 6–3            | Kevin Krawietz Tim Pütz              |
| 12 tháng 6 | Rosmalen Grass Court Championships (ATP 250) | 's-Hertogenbosch, Hà Lan             | Tallon Griekspoor           | 6–7(4–7), 7–6(7–3), 6–3  | Jordan Thompson                      |
| 12 tháng 6 | Rosmalen Grass Court Championships (ATP 250) | 's-Hertogenbosch, Hà Lan             | Wesley Koolhof Neal Skupski | 7–6(7–1), 6–2            | Gonzalo Escobar Aleksandr Nedovyesov |
| 19 tháng 6 | Halle Open (ATP 500)                         | Halle, Đức                           | Alexander Bublik            | 6–3, 3–6, 6–3            | Andrey Rublev                        |
| 19 tháng 6 | Halle Open (ATP 500)                         | Halle, Đức                           | Marcelo Melo John Peers     | 7–6(7–3), 3–6, [10–6]    | Simone Bolelli Andrea Vavassori      |
| 19 tháng 6 | Queen's Club Championships (ATP 500)         | London, Vương quốc Liên hiệp Anh     | Carlos Alcaraz              | 6–4, 6–4                 | Alex de Minaur                       |
| 19 tháng 6 | Queen's Club Championships (ATP 500)         | London, Vương quốc Liên hiệp Anh     | Ivan Dodig Austin Krajicek  | 6–4, 6–7(5–7), [10–3]    | Taylor Fritz Jiří Lehečka            |
| 26 tháng 6 | Mallorca Championships (ATP 250)             | Santa Ponsa, Tây Ban Nha             | Christopher Eubanks         | 6–1, 6–4                 | Adrian Mannarino                     |
| 26 tháng 6 | Mallorca Championships (ATP 250)             | Santa Ponsa, Tây Ban Nha             | Yuki Bhambri Lloyd Harris   | 6–3, 6–4                 | Robin Haase Philipp Oswald           |
| 26 tháng 6 | Eastbourne International (ATP 250)           | Eastbourne, Vương quốc Liên hiệp Anh | Francisco Cerúndolo         | 6–4, 1–6, 6–4            | Tommy Paul                           |
| 26 tháng 6 | Eastbourne International (ATP 250)           | Eastbourne, Vương quốc Liên hiệp Anh | Nikola Mektić Mate Pavić    | 6–4, 6–2                 | Ivan Dodig Austin Krajicek           |

### Tháng 7
| Tuần                 | Giải đấu                    | Địa điểm                         | Vô địch                                  | Tỷ số                        | Á quân                               |
| -------------------- | --------------------------- | -------------------------------- | ---------------------------------------- | ---------------------------- | ------------------------------------ |
| 3 tháng 7 10 tháng 7 | Wimbledon (Grand Slam)      | London, Vương quốc Liên hiệp Anh | Carlos Alcaraz                           | 1–6, 7–6(8–6), 6–1, 3–6, 6–4 | Novak Djokovic                       |
| 3 tháng 7 10 tháng 7 | Wimbledon (Grand Slam)      | London, Vương quốc Liên hiệp Anh | Wesley Koolhof Neal Skupski              | 6–4, 6–4                     | Marcel Granollers Horacio Zeballos   |
| 3 tháng 7 10 tháng 7 | Wimbledon (Grand Slam)      | London, Vương quốc Liên hiệp Anh | Mate Pavić Lyudmyla Kichenok             | 6–4, 6–7(9–11), 6–3          | Joran Vliegen Xu Yifan               |
| 17 tháng 7           | Hopman Cup                  | Nice, Pháp                       | Croatia                                  | 2–0                          | Thụy Sĩ                              |
| 17 tháng 7           | Hall of Fame Open (ATP 250) | Newport, Hoa Kỳ                  | Adrian Mannarino                         | 6–2, 6–4                     | Alex Michelsen                       |
| 17 tháng 7           | Hall of Fame Open (ATP 250) | Newport, Hoa Kỳ                  | Nathaniel Lammons Jackson Withrow        | 6–3, 5–7, [10–5]             | William Blumberg Max Purcell         |
| 17 tháng 7           | Swedish Open (ATP 250)      | Båstad, Thụy Điển                | Andrey Rublev                            | 7–6(7–3), 6–0                | Casper Ruud                          |
| 17 tháng 7           | Swedish Open (ATP 250)      | Båstad, Thụy Điển                | Gonzalo Escobar Aleksandr Nedovyesov     | 6–2, 6–2                     | Francisco Cabral Rafael Matos        |
| 17 tháng 7           | Swiss Open (ATP 250)        | Gstaad, Thụy Sĩ                  | Pedro Cachin                             | 3–6, 6–0, 7–5                | Albert Ramos Viñolas                 |
| 17 tháng 7           | Swiss Open (ATP 250)        | Gstaad, Thụy Sĩ                  | Dominic Stricker Stan Wawrinka           | 7–6(10–8), 6–2               | Marcelo Demoliner Matwé Middelkoop   |
| 24 tháng 7           | Hamburg Open (ATP 500)      | Hamburg, Đức                     | Alexander Zverev                         | 7–5, 6–3                     | Laslo Djere                          |
| 24 tháng 7           | Hamburg Open (ATP 500)      | Hamburg, Đức                     | Kevin Krawietz Tim Pütz                  | 7–6(7–4), 6–3                | Sander Gillé Joran Vliegen           |
| 24 tháng 7           | Atlanta Open (ATP 250)      | Atlanta, Hoa Kỳ                  | Taylor Fritz                             | 7–5, 6–7(5–7), 6–4           | Aleksandar Vukic                     |
| 24 tháng 7           | Atlanta Open (ATP 250)      | Atlanta, Hoa Kỳ                  | Nathaniel Lammons Jackson Withrow        | 7–6(7–3), 7–6(7–4)           | Max Purcell Jordan Thompson          |
| 24 tháng 7           | Croatia Open (ATP 250)      | Umag, Croatia                    | Alexei Popyrin                           | 6–7(5–7), 6–3, 6–4           | Stan Wawrinka                        |
| 24 tháng 7           | Croatia Open (ATP 250)      | Umag, Croatia                    | Blaž Rola Nino Serdarušić                | 4–6, 7–6(7–2), [15–13]       | Simone Bolelli Andrea Vavassori      |
| 31 tháng 7           | Washington Open (ATP 500)   | Washington, Hoa Kỳ               | Dan Evans                                | 7–5, 6–3                     | Tallon Griekspoor                    |
| 31 tháng 7           | Washington Open (ATP 500)   | Washington, Hoa Kỳ               | Máximo González Andrés Molteni           | 6–7(4–7), 6–2, [10–6]        | Mackenzie McDonald Ben Shelton       |
| 31 tháng 7           | Los Cabos Open (ATP 250)    | Los Cabos, Mexico                | Stefanos Tsitsipas                       | 6–3, 6–4                     | Alex de Minaur                       |
| 31 tháng 7           | Los Cabos Open (ATP 250)    | Los Cabos, Mexico                | Santiago González Édouard Roger-Vasselin | 6–4, 7–5                     | Andrew Harris Dominik Koepfer        |
| 31 tháng 7           | Austrian Open (ATP 250)     | Kitzbühel, Áo                    | Sebastián Báez                           | 6–3, 6–1                     | Dominic Thiem                        |
| 31 tháng 7           | Austrian Open (ATP 250)     | Kitzbühel, Áo                    | Alexander Erler Lucas Miedler            | 6–4, 6–4                     | Gonzalo Escobar Aleksandr Nedovyesov |

### Tháng 8
Tất cả 04 giải đấu đều diễn ra trên mặt sân cứng ở Bắc Mỹ.
| Tuần                 | Giải đấu                           | Địa điểm              | Vô địch                           | Tỷ số                   | Á quân                         |
| -------------------- | ---------------------------------- | --------------------- | --------------------------------- | ----------------------- | ------------------------------ |
| 7 tháng 8            | Canadian Open (ATP Masters 1000)   | Toronto, Canada       | Jannik Sinner                     | 6–4, 6–1                | Alex de Minaur                 |
| 7 tháng 8            | Canadian Open (ATP Masters 1000)   | Toronto, Canada       | Marcelo Arévalo Jean-Julien Rojer | 6–3, 6–1                | Rajeev Ram Joe Salisbury       |
| 14 tháng 8           | Cincinnati Open (ATP Masters 1000) | Mason, United States  | Novak Djokovic                    | 5–7, 7–6(9–7), 7–6(7–4) | Carlos Alcaraz                 |
| 14 tháng 8           | Cincinnati Open (ATP Masters 1000) | Mason, United States  | Máximo González Andrés Molteni    | 3–6, 6–1, [11–9]        | Jamie Murray Michael Venus     |
| 21 tháng 8           | Winston-Salem Open (ATP 250)       | Winston-Salem, Hoa Kỳ | Sebastián Báez                    | 6–4, 6–3                | Jiří Lehečka                   |
| 21 tháng 8           | Winston-Salem Open (ATP 250)       | Winston-Salem, Hoa Kỳ | Nathaniel Lammons Jackson Withrow | 6–3, 6–4                | Lloyd Glasspool Neal Skupski   |
| 28 tháng 8 4 tháng 9 | US Open (Grand Slam)               | New York, Hoa Kỳ      | Novak Djokovic                    | 6–3, 7–6(7–5), 6–3      | Daniil Medvedev                |
| 28 tháng 8 4 tháng 9 | US Open (Grand Slam)               | New York, Hoa Kỳ      | Rajeev Ram Joe Salisbury          | 2–6, 6–3, 6–4           | Rohan Bopanna Matthew Ebden    |
| 28 tháng 8 4 tháng 9 | US Open (Grand Slam)               | New York, Hoa Kỳ      | Anna Danilina Harri Heliövaara    | 6–3, 6–4                | Jessica Pegula Austin Krajicek |

### Tháng 9
Tất cả giải đấu đều diễn ra trên mặt sân cứng.
| Tuần       | Giải đấu                                       | Địa điểm                             | Vô địch                                         | Tỷ số                   | Á quân                            |
| ---------- | ---------------------------------------------- | ------------------------------------ | ----------------------------------------------- | ----------------------- | --------------------------------- |
| 11 tháng 9 | Vòng bảng Davis Cup (đội thắng vào vòng trong) | Bologna, Ý                           | Canada Great Britain Czech Republic Netherlands |                         | Italy Australia Serbia Finland    |
| 11 tháng 9 | Vòng bảng Davis Cup (đội thắng vào vòng trong) | Manchester, Vương quốc Liên hiệp Anh | Canada Great Britain Czech Republic Netherlands |                         | Italy Australia Serbia Finland    |
| 11 tháng 9 | Vòng bảng Davis Cup (đội thắng vào vòng trong) | Valencia, Tây Ban Nha                | Canada Great Britain Czech Republic Netherlands |                         | Italy Australia Serbia Finland    |
| 11 tháng 9 | Vòng bảng Davis Cup (đội thắng vào vòng trong) | Split, Croatia                       | Canada Great Britain Czech Republic Netherlands |                         | Italy Australia Serbia Finland    |
| 18 tháng 9 | Laver Cup                                      | Vancouver, Canada                    | Team World                                      | 13–2                    | Team Europe                       |
| 18 tháng 9 | Chengdu Open (ATP 250)                         | Thành Đô, Trung Quốc                 | Alexander Zverev                                | 6–7(2–7), 7–6(7–5), 6–3 | Roman Safiullin                   |
| 18 tháng 9 | Chengdu Open (ATP 250)                         | Thành Đô, Trung Quốc                 | Sadio Doumbia Fabien Reboul                     | 4–6, 7–5, [10–7]        | Francisco Cabral Rafael Matos     |
| 18 tháng 9 | Zhuhai Championships (ATP 250)                 | Châu Hải, Trung Quốc                 | Karen Khachanov                                 | 7–6(7–2), 6–1           | Yoshihito Nishioka                |
| 18 tháng 9 | Zhuhai Championships (ATP 250)                 | Châu Hải, Trung Quốc                 | Jamie Murray Michael Venus                      | 6–4, 6–4                | Nathaniel Lammons Jackson Withrow |
| 25 tháng 9 | China Open (ATP 500)                           | Bắc Kinh, Trung Quốc                 | Jannik Sinner                                   | 7–6(7–2), 7–6(7–2)      | Daniil Medvedev                   |
| 25 tháng 9 | China Open (ATP 500)                           | Bắc Kinh, Trung Quốc                 | Ivan Dodig Austin Krajicek                      | 6–7(12–14), 6–3, [10–5] | Wesley Koolhof Neal Skupski       |
| 25 tháng 9 | Astana Open (ATP 250)                          | Astana, Kazakhstan                   | Adrian Mannarino                                | 4–6, 6–3, 6–2           | Sebastian Korda                   |
| 25 tháng 9 | Astana Open (ATP 250)                          | Astana, Kazakhstan                   | Nathaniel Lammons Jackson Withrow               | 7–6(7–4), 7–6(9–7)      | Mate Pavić John Peers             |

### Tháng 10
Tất cả giải đấu đều diễn ra trên mặt sân cứng.
| Tuần                  | Giải đấu                            | Địa điểm               | Vô địch                                  | Tỷ số                       | Á quân                            |
| --------------------- | ----------------------------------- | ---------------------- | ---------------------------------------- | --------------------------- | --------------------------------- |
| 2 tháng 10 9 tháng 10 | Shanghai Masters (ATP Masters 1000) | Thượng Hải, Trung Quốc | Hubert Hurkacz                           | 6–3, 3–6, 7–6(10–8)         | Andrey Rublev                     |
| 2 tháng 10 9 tháng 10 | Shanghai Masters (ATP Masters 1000) | Thượng Hải, Trung Quốc | Marcel Granollers Horacio Zeballos       | 5–7, 6–2, [10–7]            | Rohan Bopanna Matthew Ebden       |
| 16 tháng 10           | Japan Open (ATP 500)                | Tokyo, Nhật Bản        | Ben Shelton                              | 7–5, 6–1                    | Aslan Karatsev                    |
| 16 tháng 10           | Japan Open (ATP 500)                | Tokyo, Nhật Bản        | Rinky Hijikata Max Purcell               | 6–4, 6–1                    | Jamie Murray Michael Venus        |
| 16 tháng 10           | European Open (ATP 250)             | Antwerp, Bỉ            | Alexander Bublik                         | 6–4, 6–4                    | Arthur Fils                       |
| 16 tháng 10           | European Open (ATP 250)             | Antwerp, Bỉ            | Petros Tsitsipas Stefanos Tsitsipas      | 6–7(5–7), 6–4, [10–8]       | Ariel Behar Adam Pavlásek         |
| 16 tháng 10           | Stockholm Open (ATP 250)            | Stockholm, Thụy Điển   | Gaël Monfils                             | 4–6, 7–6(8–6), 6–3          | Pavel Kotov                       |
| 16 tháng 10           | Stockholm Open (ATP 250)            | Stockholm, Thụy Điển   | Andrey Golubev Denys Molchanov           | 7–6(10–8), 6–2              | Yuki Bhambri Julian Cash          |
| 23 tháng 10           | Swiss Indoors (ATP 500)             | Basel, Thụy Sĩ         | Félix Auger-Aliassime                    | 7–6(7–3), 7–6(7–5)          | Hubert Hurkacz                    |
| 23 tháng 10           | Swiss Indoors (ATP 500)             | Basel, Thụy Sĩ         | Santiago González Édouard Roger-Vasselin | 6–7(8–10), 7–6(7–3), [10–1] | Hugo Nys Jan Zieliński            |
| 23 tháng 10           | Vienna Open (ATP 500)               | Vienna, Áo             | Jannik Sinner                            | 7–6(9–7), 4–6, 6–3          | Daniil Medvedev                   |
| 23 tháng 10           | Vienna Open (ATP 500)               | Vienna, Áo             | Rajeev Ram Joe Salisbury                 | 6–4, 5–7, [12–10]           | Nathaniel Lammons Jackson Withrow |
| 30 tháng 10           | Paris Masters (ATP Masters 1000)    | Paris, Pháp            | Novak Djokovic                           | 6–4, 6–3                    | Grigor Dimitrov                   |
| 30 tháng 10           | Paris Masters (ATP Masters 1000)    | Paris, Pháp            | Santiago González Édouard Roger-Vasselin | 6–2, 5–7, [10–7]            | Rohan Bopanna Matthew Ebden       |

### Tháng 11
Tất cả giải đấu đều diễn ra trên mặt sân cứng.
| Tuần        | Giải đấu               | Địa điểm            | Vô địch                              | Tỷ số                              | Á quân                             |
| ----------- | ---------------------- | ------------------- | ------------------------------------ | ---------------------------------- | ---------------------------------- |
| 6 tháng 11  | Moselle Open (ATP 250) | Metz, Pháp          | Ugo Humbert                          | 6–3, 6–3                           | Alexander Shevchenko               |
| 6 tháng 11  | Moselle Open (ATP 250) | Metz, Pháp          | Hugo Nys Jan Zieliński               | 6–4, 6–4                           | Constantin Frantzen Hendrik Jebens |
| 6 tháng 11  | Sofia Open (ATP 250)   | Sofia, Bulgaria     | Adrian Mannarino                     | 7–6(8–6), 2–6, 6–3                 | Jack Draper                        |
| 6 tháng 11  | Sofia Open (ATP 250)   | Sofia, Bulgaria     | Gonzalo Escobar Aleksandr Nedovyesov | 6–3, 3–6, [13–11]                  | Julian Cash Nikola Mektić          |
| 13 tháng 11 | ATP Finals             | Turin, Ý            | Novak Djokovic                       | 6–3, 6–3                           | Jannik Sinner                      |
| 13 tháng 11 | ATP Finals             | Turin, Ý            | Rajeev Ram Joe Salisbury             | 6–3, 6–4                           | Marcel Granollers Horacio Zeballos |
| 20 tháng 11 | Chung kết Davis Cup    | Málaga, Tây Ban Nha | Ý                                    | 2–0                                | Úc                                 |
| 27 tháng 11 | Next Gen ATP Finals    | Jeddah, Ả Rập Saudi | Hamad Medjedovic                     | 3–4(6–8), 4–1, 4–2, 3–4(9–11), 4–1 | Arthur Fils                        |

### Các giải đấu bị hủy
| Tuần        | Giải đấu                | Địa điểm         | Trạng thái                              |
| ----------- | ----------------------- | ---------------- | --------------------------------------- |
| 16 tháng 10 | Kremlin Cup (ATP 250)   | Moscow, Nga      | Bị cấm do xung đột giữa Nga và Ukraina  |
| 6 tháng 11  | Tel Aviv Open (ATP 250) | Tel Aviv, Israel | Bị hủy do xung đột giữa Israel và Hamas |

## Điểm thưởng
Điểm thưởng tương ứng ở các giải theo vòng:
| Thể loại                        | W                     | F                                          | SF                                         | QF                                                                            | R16                                                                           | R32                                                                           | R64                                                                           | R128                                                                          | Q                                                                             | Q3                                                                            | Q2                                                                            | Q1                                                                            |
| Grand Slam (128S)               | 2000                  | 1200                                       | 720                                        | 360                                                                           | 180                                                                           | 90                                                                            | 45                                                                            | 10                                                                            | 25                                                                            | 16                                                                            | 8                                                                             | 0                                                                             |
| Grand Slam (64D)                | 2000                  | 1200                                       | 720                                        | 360                                                                           | 180                                                                           | 90                                                                            | 0                                                                             | –                                                                             | 25                                                                            | –                                                                             | 0                                                                             | 0                                                                             |
| ATP Finals (8S/8D)              | 1500 (max) 1100 (min) | 1000 (max) 600 (min)                       | 600 (max) 200 (min)                        | 200 cho mỗi trận thắng ở vòng bảng, +400 nếu vào chung kết, +500 nếu vô địch. | 200 cho mỗi trận thắng ở vòng bảng, +400 nếu vào chung kết, +500 nếu vô địch. | 200 cho mỗi trận thắng ở vòng bảng, +400 nếu vào chung kết, +500 nếu vô địch. | 200 cho mỗi trận thắng ở vòng bảng, +400 nếu vào chung kết, +500 nếu vô địch. | 200 cho mỗi trận thắng ở vòng bảng, +400 nếu vào chung kết, +500 nếu vô địch. | 200 cho mỗi trận thắng ở vòng bảng, +400 nếu vào chung kết, +500 nếu vô địch. | 200 cho mỗi trận thắng ở vòng bảng, +400 nếu vào chung kết, +500 nếu vô địch. | 200 cho mỗi trận thắng ở vòng bảng, +400 nếu vào chung kết, +500 nếu vô địch. | 200 cho mỗi trận thắng ở vòng bảng, +400 nếu vào chung kết, +500 nếu vô địch. |
| ATP Tour Masters 1000 (96S)     | 1000                  | 600                                        | 360                                        | 180                                                                           | 90                                                                            | 45                                                                            | 25                                                                            | 10                                                                            | 16                                                                            | –                                                                             | 8                                                                             | 0                                                                             |
| ATP Tour Masters 1000 (56S)     | 1000                  | 600                                        | 360                                        | 180                                                                           | 90                                                                            | 45                                                                            | 10                                                                            | –                                                                             | 25                                                                            | –                                                                             | 16                                                                            | 0                                                                             |
| ATP Tour Masters 1000 (32D/28D) | 1000                  | 600                                        | 360                                        | 180                                                                           | 90                                                                            | 0                                                                             | –                                                                             | –                                                                             | –                                                                             | –                                                                             | –                                                                             | –                                                                             |
| ATP Tour 500 (48S)              | 500                   | 300                                        | 180                                        | 90                                                                            | 45                                                                            | 20                                                                            | 0                                                                             | –                                                                             | 10                                                                            | –                                                                             | 4                                                                             | 0                                                                             |
| ATP Tour 500 (32S)              | 500                   | 300                                        | 180                                        | 90                                                                            | 45                                                                            | 0                                                                             | –                                                                             | –                                                                             | 20                                                                            | –                                                                             | 10                                                                            | 0                                                                             |
| ATP Tour 500 (16D)              | 500                   | 300                                        | 180                                        | 90                                                                            | 0                                                                             | –                                                                             | –                                                                             | –                                                                             | 45                                                                            | –                                                                             | 25                                                                            | 0                                                                             |
| ATP Tour 250 (48S)              | 250                   | 150                                        | 90                                         | 45                                                                            | 20                                                                            | 10                                                                            | 0                                                                             | –                                                                             | 5                                                                             | –                                                                             | 3                                                                             | 0                                                                             |
| ATP Tour 250 (32S/28S)          | 250                   | 150                                        | 90                                         | 45                                                                            | 20                                                                            | 0                                                                             | –                                                                             | –                                                                             | 12                                                                            | –                                                                             | 6                                                                             | 0                                                                             |
| ATP Tour 250 (16D)              | 250                   | 150                                        | 90                                         | 45                                                                            | 0                                                                             | –                                                                             | –                                                                             | –                                                                             | –                                                                             | –                                                                             | –                                                                             | –                                                                             |
| United Cup                      | 500 (max)             | Để biết thêm chi tiết, xem United Cup 2023 | Để biết thêm chi tiết, xem United Cup 2023 | Để biết thêm chi tiết, xem United Cup 2023                                    | Để biết thêm chi tiết, xem United Cup 2023                                    | Để biết thêm chi tiết, xem United Cup 2023                                    | Để biết thêm chi tiết, xem United Cup 2023                                    | Để biết thêm chi tiết, xem United Cup 2023                                    | Để biết thêm chi tiết, xem United Cup 2023                                    | Để biết thêm chi tiết, xem United Cup 2023                                    | Để biết thêm chi tiết, xem United Cup 2023                                    | Để biết thêm chi tiết, xem United Cup 2023                                    |

Bảng chú thích
| Viết tắt | W       | F      | SF      | QF     | R16     | R32     | R64     | R128     | Q                   | Q3  | Q2  | Q1  |
| Ý nghĩa  | Vô địch | Á quân | Bán kết | Tứ kết | Vòng 16 | Vòng 32 | Vòng 64 | Vòng 128 | Vòng loại (VL) cuối | VL3 | VL2 | VL1 |

## 10 tay vợt được nhiều tiền thưởng nhất
| Tiền thưởng (USD) tính đến ngày 4 tháng 12 năm 2023 | Tiền thưởng (USD) tính đến ngày 4 tháng 12 năm 2023 | Tiền thưởng (USD) tính đến ngày 4 tháng 12 năm 2023 | Tiền thưởng (USD) tính đến ngày 4 tháng 12 năm 2023 | Tiền thưởng (USD) tính đến ngày 4 tháng 12 năm 2023 |
| #                                                   | Tay vợt                                             | Đơn                                                 | Đôi                                                 | Cả năm                                              |
| --------------------------------------------------- | --------------------------------------------------- | --------------------------------------------------- | --------------------------------------------------- | --------------------------------------------------- |
| 1                                                   | Novak Djokovic                                      | 15.936.097                                          | 15.947                                              | 15.952.044                                          |
| 2                                                   | Carlos Alcaraz                                      | 10.753.431                                          | 0                                                   | 10.753.431                                          |
| 3                                                   | Daniil Medvedev                                     | 9.239.679                                           | 0                                                   | 9.239.679                                           |
| 4                                                   | Jannik Sinner                                       | 8.298.379                                           | 51.013                                              | 8.349.392                                           |
| 5                                                   | Andrey Rublev                                       | 5.120.571                                           | 368.363                                             | 5.488.934                                           |
| 6                                                   | Alexander Zverev                                    | 4.820.664                                           | 104.438                                             | 4.925.102                                           |
| 7                                                   | Stefanos Tsitsipas                                  | 4.700.015                                           | 152.251                                             | 4.852.266                                           |
| 8                                                   | Holger Rune                                         | 4.141.419                                           | 22.511                                              | 4.163.930                                           |
| 9                                                   | Hubert Hurkacz                                      | 3.805.176                                           | 98.249                                              | 3.903.425                                           |
| 10                                                  | Taylor Fritz                                        | 3.380.455                                           | 95.648                                              | 3.476.103                                           |

## 5 trận đấu hay nhất do website ATPTour.com bình chọn

### 5 trận Grand Slam hay nhất
|   | Giải đấu        | Vòng      | Mặt sân | Người thắng        | Tỷ số                                   | Người thua         |
| - | --------------- | --------- | ------- | ------------------ | --------------------------------------- | ------------------ |
| 1 | Wimbledon       | Chung kết | Cỏ      | Carlos Alcaraz     | 1–6, 7–6(8–6), 6–1, 3–6, 6–4            | Novak Djokovic     |
| 2 | Australian Open | Vòng 1    | Cứng    | Andy Murray        | 6–3, 6–3, 4–6, 6–7(7–9), 7–6(10–6)      | Matteo Berrettini  |
| 3 | Australian Open | Vòng 2    | Cứng    | Andy Murray        | 4–6, 6–7(4–7), 7–6(7–5), 6–3, 7–5       | Thanasi Kokkinakis |
| 4 | US Open         | Vòng 4    | Cứng    | Alexander Zverev   | 6–4, 3–6, 6–2, 4–6, 6–3                 | Jannik Sinner      |
| 5 | Wimbledon       | Vòng 1    | Cỏ      | Stefanos Tsitsipas | 3–6, 7–6(7–1), 6–2, 6–7(5–7), 7–6(10–8) | Dominic Thiem      |

### 5 trận ATP Tour hay nhất
|   | Giải đấu                 | Vòng      | Mặt sân | Người thắng     | Tỷ số                    | Người thua       |
| - | ------------------------ | --------- | ------- | --------------- | ------------------------ | ---------------- |
| 1 | Cincinnati Open          | Chung kết | Cứng    | Novak Djokovic  | 5–7, 7–6(9–7), 7–6(7–4)  | Carlos Alcaraz   |
| 2 | ATP Finals               | Vòng bảng | Cứng    | Jannik Sinner   | 7–5, 6–7(5–7), 7–6(7–2)  | Novak Djokovic   |
| 3 | Miami Open               | Bán kết   | Cứng    | Jannik Sinner   | 6–7(4–7), 6–4, 6–2       | Carlos Alcaraz   |
| 4 | Adelaide International 1 | Chung kết | Cứng    | Novak Djokovic  | 6–7(8–10), 7–6(7–3), 6–4 | Sebastian Korda  |
| 5 | Indian Wells Open        | Vòng 4    | Cứng    | Daniil Medvedev | 6–7(5–7), 7–6(7–5), 7–5  | Alexander Zverev |

## Các tay vợt giải nghệ, không hoạt động trong năm

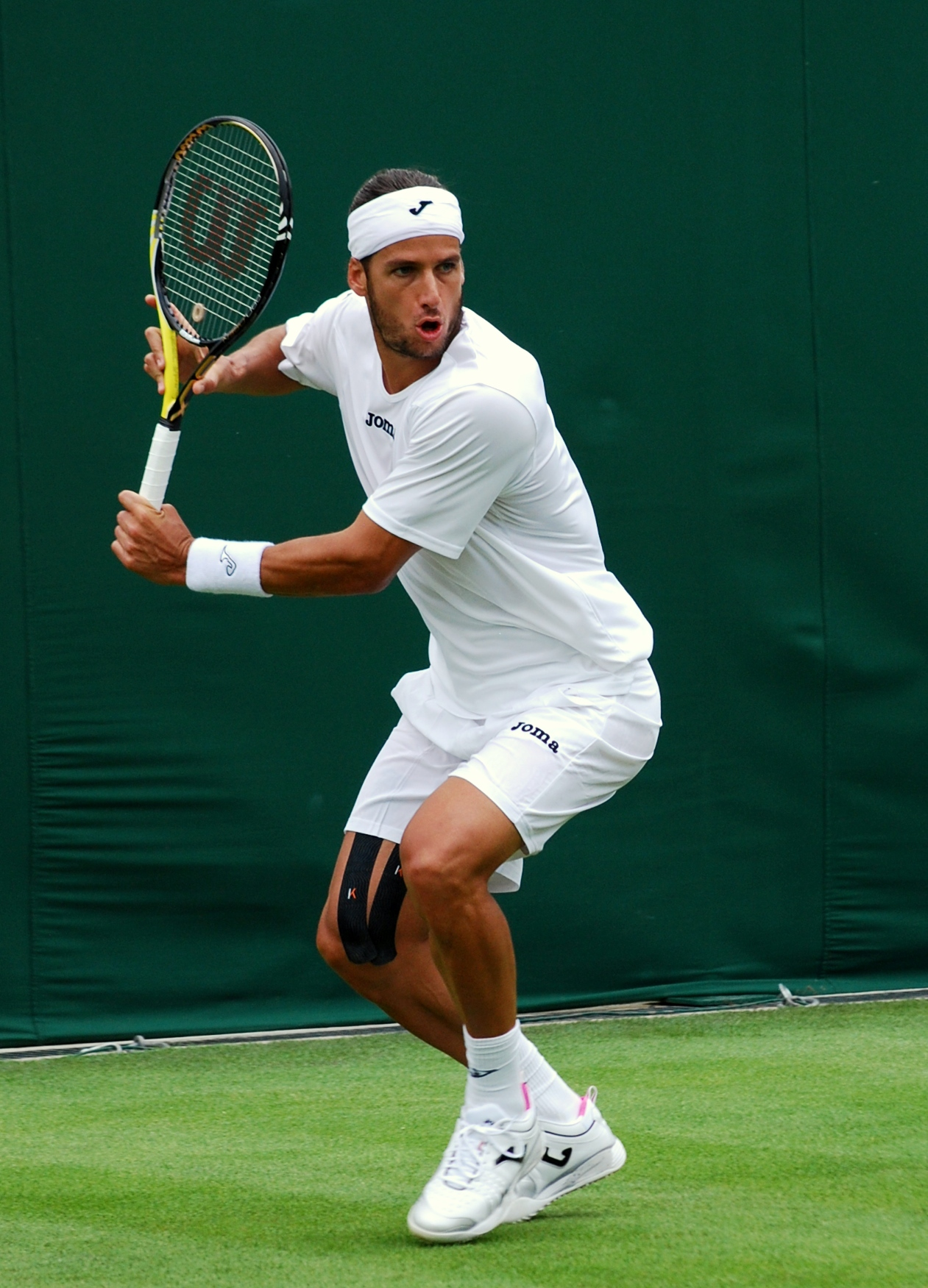
López (2011) từng đạt được vị trí số 12 thế giới ở nội dung đơn và thứ 9 ở nội dung đơn.

Sau đây là danh sách các tay vợt đáng chú ý (giành được ít nhất một danh hiệu ATP Tour và/hoặc từng được lọt top 100 của Bảng xếp hạng ATP ở nội dung đánh đơn hoặc nội dung đôi trong ít nhất một tuần) đã tuyên bố giã từ quần vợt chuyên nghiệp, không hoạt động (sau khi không thi đấu quá 52 tuần) hoặc bị cấm thi đấu vĩnh viễn trong mùa giải 2023:

### Giải nghệ
| Tay vợt              | Quốc gia    | Năm thi đấu chuyên nghiệp | Số danh hiệu | Số danh hiệu | Vị trí cao nhất | Vị trí cao nhất | Thông báo                   |
| Tay vợt              | Quốc gia    | Năm thi đấu chuyên nghiệp | Đơn          | Đôi          | Đơn             | Đôi             | Thông báo                   |
| -------------------- | ----------- | ------------------------- | ------------ | ------------ | --------------- | --------------- | --------------------------- |
| Pablo Andújar        | Tây Ban Nha | 2003                      | 4            | 0            | 32              | 74              | [ 20 ] [ 21 ] [ 22 ] [ 23 ] |
| Matthias Bachinger   | Đức         | 2005                      | 0            | 0            | 85              | 151             | [ 24 ]                      |
| Thomaz Bellucci      | Brasil      | 2005                      | 4            | 1            | 21              | 70              | [ 22 ] [ 25 ] [ 26 ]        |
| Juan Sebastián Cabal | Colombia    | 2005                      | 0            | 20           | 184             | 1               | [ 27 ] [ 28 ]               |
| Jérémy Chardy        | Pháp        | 2005                      | 1            | 7            | 25              | 24              | [ 22 ] [ 29 ]               |
| Thomas Fabbiano      | Ý           | 2005                      | 0            | 0            | 70              | 208             | [ 30 ]                      |
| Robert Farah         | Colombia    | 2010                      | 0            | 19           | 163             | 1               | [ 27 ] [ 28 ]               |
| Peter Gojowczyk      | Đức         | 2006                      | 1            | 0            | 39              | 348             | [ 22 ] [ 31 ]               |
| Treat Huey           | Philippines | 2008                      | 0            | 8            | 689             | 18              | [ 22 ] [ 32 ]               |
| John Isner           | Hoa Kỳ      | 2007                      | 16           | 8            | 8               | 14              | [ 33 ] [ 34 ] [ 35 ]        |
| Jack Sock            | Hoa Kỳ      | 2011                      | 4            | 19           | 8               | 2               | [ 37 ] [ 38 ]               |
| Malek Jaziri         | Tunisia     | 2003                      | 0            | 0            | 42              | 73              | [ 22 ] [ 39 ] [ 40 ]        |
| Bradley Klahn        | Hoa Kỳ      | 2012                      | 0            | 0            | 63              | 131             | [ 41 ]                      |
| Feliciano López      | Tây Ban Nha | 1997                      | 7            | 6            | 12              | 9               | [ 42 ] [ 43 ]               |
| Guido Pella          | Argentina   | 2007                      | 1            | 0            | 20              | 55              | [ 44 ] [ 45 ]               |
| Pedro Sousa          | Bồ Đào Nha  | 2007                      | 0            | 0            | 99              | 241             | [ 46 ] [ 47 ]               |
| Yūichi Sugita        | Nhật Bản    | 2006                      | 1            | 0            | 36              | 363             | [ 48 ]                      |
| Mikael Ymer          | Thụy Điển   | 2015                      | 0            | 1            | 50              | 187             | [ 49 ]                      |

### Không hoạt động
| Tay vợt         | Quốc gia | Năm thi đấu chuyên nghiệp | Thông báo |
| --------------- | -------- | ------------------------- | --------- |
| Jenson Brooksby | Hoa Kỳ   | 2021                      | [ 50 ]    |
| Kamil Majchrzak | Ba Lan   | 2014                      | [ 51 ]    |
| Andrej Martin   | Slovakia | 2007                      | [ 52 ]    |
| Jerzy Janowicz  | Ba Lan   | 2007                      |           |